# Talijanska kuhinja
Talijanska kuhinja, zajednički naziv za tipična jela, namirnice, načine pripreme i s njima povezanu kulturu hrane, koja je potekla s područja današnje Italije. Jedna je od najpoznatijih kuhinja u svjetskim razmjerima, prepoznatljiva po karakterističnim jelima i namirnicama kao što su pizza, tjestenina, svježa rajčica, maslinovo ulje, aromatično bilje (bosiljak, ružmarin, origano), različite vrste sireva, tiramisu, espresso i dr.  Često se uspoređuje s kuhinjom susjedne Francuske, od koje se umnogome razlikuje. Talijansku kuhinju odlikuje jednostavna i brza priprema jela. Obično se koristi manji broj namirnica, a velika pažnja se pridaje njihovoj kvaliteti te estetici serviranja.
Običaj aperitiva (tal. aperitivo) obuhvaća čašu vina ili aperol spritza, uz sitne zalogaje – mesnate masline, komadiće pizze, bruskete ili focaccie, koji se konzumiraju prije glavnog obroka kako bi stimulirali tek. Također je riječ o društvenom običaju i druženju. Brojni glasoviti sirevi potječu s područja Italije - mozzarella, parmezan, gorgonzola, ricotta, mascarpone i mnogi drugi. Mortadela (tal. Mortadella) je debela kobasica od mješavine svinjskog i telećeg mesa, potekla s područja grada Bologne. Jelo, Bistecca alla fiorentina, (firentinski odrezak), poznati je firentinski specijalitet koji se danas može naći na jelovnicima diljem Italije.  
- Focaccia s ružmarinom
- Brusketa - ugrijana kriška kruha s dodacima
- Parmezan
- Salata caprese od mozzarelle, rajčice, svježeg bosiljka i maslinovog ulja
- Hladno predjelo na talijanski način
- Firentinski odrezak

## Pizza, tjestenine i druga jela
Originalno s juga Italije, pizza se sastojala od rajčica, mozzarelle i listića bosiljka. Pizza napoletana ima mekano tijesto sa zadebljalim rubovima, dok pizza romana, karakteristična za Rim i okolicu, ima vrlo tanko i hrskavo tijesto bez zadeljalog obruba.
Pizza Margherita je jedna od najpoznatijih pizza napolitanskog stila – priprema se od mozzarelle, rajčice, svježeg bosiljka i maslinovog ulja. U Italiji se kao temeljni sir za pizzu koristi mozarella. Nerijetko se smatra da korištenje drugih sireva ili zamjenskih smjesa rezultira pizzom slabije kvalitete. Također, za kvalitetu je bitno pečenje u krušnoj peći na drva, na vrlo visokoj temperaturi.
Jednako je svojstveno i međunarodno prepoznato obilježje talijanske kuhinje tjestenina - kuhana al dente, spravljena brzo, s jednostavnim dodacima i umacima, i posipana naribanim parmezanom. Poslužuje se netom pripremljena, vruća, i u pojedinačnim porcijama na tanjuru. Iznošenje velikih količina na stol, te posluživanje hladne, podgrijane ili prekuhane tjestenine mnogi će Talijani smatrati nedostatkom kulture stola. Tjestenina alla carbonara (tal. pasta alla carbonara) je karakteristična za pokrajinu Lacij (Rim i okolica), a najčešće se na ovaj način pripremaju špageti ili rigatoni (makaroni). Jelo je bogatog okusa i bogate žute boje. Priprema se od svježih jaja, komadića cijenjene sušene svinjske obrazine (tal. guanciale) i ovčjeg sira, uz dodatak soli i papra. 
Pesto je aromatični umak zelene boje iz okolice Genove, koji nastaje gnječenjem bosiljka, češnjaka i pinjola u maslinovom ulju, uz dodatak parmezana i još jedne vrste sira od ovčjeg mlijeka. Čuva se u hladnjaku u manjim bočicama ili staklenkama, i najčešće koristi kao umak za tjestenine. Umaci za tjestenine se pripremaju na najrazličitije načine - na bazi samih rajčica, botarge, sjeckanih komadića sušenog mesa (pancete, obrazine, suhih kobasica), morskih plodova, tartufa itd. Olio, aglio e pepperoncino se spravlja od maslinovog ulja, sjeckanog češnjaka i ljute papričice. Tjestenina bolognese se prelijeva glasovitim kuhanim raguom od mljevenog mesa, rajčice, luka, mrkve, celera i začina (tal. ragu al Bolognese). U Bologni i okolici se ovaj ragu spravlja gotovo isključivo s tagliatellama ili drugom vrstom širih rezanaca (pappardelle, fettuccine), dok kombiniranje sa špagetima nije uobičajeno.
- Pizza Margherita
- Njoki od krumpirovog tijesta
- Troffiette genovese, pripremljene s aromatičnim pestom
- Tagliatelle al ragu Bolognese
- Rižoto s morskim plodovima

Njoki su deblji komadići tjestenine, obično od krumpirovog tijesta. Ravioli su krpice od tijesta punjene sirom, mesom, špinatom ili drugim nadjevom. Cannelloni su široki, cilindričnog oblika, pripremaju se punjeni sirom i špinatom, ili mljevenim mesom, zapečeni i preliveni umakom od rajčice. Lazanje (tal. lasagne al forno) se pripremaju od naizmjeničnih slojeva tjestenine, umaka bolognese i sira, zapačenih u pećnici. Talijanski rižoto (risotto) se poslužuje i jede isključivo netom pripremljen – kremaste je konzistencije koja se hlađenjem brzo gubi, a zrna riže su kuhana al dente. Spravlja se na razne načine, uz dodataka mesa, ribe ili povrća, i nerijetko maslaca, vina i luka. Obično služi kao samostalno predjelo, prije glavnog jela. Risotto alla milanese se često poslužuje istovremeno s jelom ossobuco alla milanese, kao njegov prilog. 
Rukola je česta baza za salate, pomiješana s komadićima rajčice, maslinovim uljem i acetom balsamicom, aromatičnim octom podrijetlom iz grada Modene. Glasovita salata Caprese se spravlja od narezane mozarelle, rajčice, svježeg bosiljka i maslinovog ulja.

## Espresso i deserti
Šalica jakog espressa karakteristična je kao jutarnji ritual. Za razliku od espressa, koji se konzumira čitavog dana, a posebno nakon obroka, cappuccino ili macchiato (odnosno kave s dodatkom mlijeka) se smatraju samo jutarnjim i prijepodnevnim napitcima. Za razliku od turske ili bosanske kulture, u kojoj ispijanje kave predstavlja važan društveni i obiteljski običaj te mu se posvećuje puno vremena, talijanski je običaj espresso ispijati brzo. Tiramisu je bogati desert za koji se smatra da potječe iz regije Veneto. Priprema se od naizmjeničnih slojeva savoiarda umočenih u crnu kavu i tučene kreme od svježih jaja i sira mascarponea. Prije serviranja se posipa se kakaom i odlaže u hladnjak na najmanje nekoliko sati te se može čuvati do nekoliko dana.Pana cotta se spravlja od vrhnja, mlijeka i šećera, uz dodatak želatine. Oblik dobiva u kalupu, a poslužuje se s preljevom i komadićima svježeg voća. Burrata je posebna vrsta sira karakteristična za talijanski jug. Potječe iz regije Apulije. Riječ je o šupljoj kuglici mozzarelle punjenoj vrhnjem i sirom stracciatellom. Može se poslužiti na salatu, ili kao desert.
- Espresso
- Panna cotta
- Tiramisu